# 尤寧鎮區 (密蘇里州馬里昂縣)
尤寧鎮區（英語：Union Township）是位於美國密蘇里州馬里昂縣的一個行政鎮區。

## 地方資料
尤寧鎮區的面積為169.58平方千米，當中陸地面積為168.95平方千米，而水域面積為0.64平方千米。根據2020年美國人口普查的數據，當地共有人口837人，而人口密度為每平方千米4.94人。